# I. e. 171
Évszázadok: i. e. 3. század – i. e. 2. század – i. e. 1. század
Évtizedek: i. e. 220-as évek – i. e. 210-es évek – i. e. 200-as évek – i. e. 190-es évek – i. e. 180-as évek – i. e. 170-es évek – i. e. 160-as évek – i. e. 150-es évek – i. e. 140-es évek – i. e. 130-as évek – i. e. 120-as évek
Évek: i. e. 176 – i. e. 175 – i. e. 174 – i. e. 173 –  i. e. 172 – i. e. 171 – i. e. 170 – i. e. 169 – i. e. 168 – i. e. 167 – i. e. 166

## Események

### Róma
- Publius Licinius Crassust és Caius Cassius Longinust választják consulnak. P. Licinius Makedóniát, C. Cassius Itáliát kapja a sorsolásnál.
- A szenátus hadat üzen Makedóniának, amellyel már évek óra egyre feszültebb Róma viszonya. Kitör a harmadik makedón háború. Pergamon és Rodosz a rómaiak oldalára áll; a trákok Perszeusz királyt segítik. A római követek elérik a korábban a makedónok pártján álló Boiótiai Szövetség felbomlását.
- P. Licinius átkel Görögországba és Épeiroszon keresztül Thesszáliába vonul. Itt találkozik Perszeusszal, aki a kallinikoszi csatában súlyos veszteségeket okoz a római lovasságnak, de a gyalogság által védett tábort nem meri megtámadni. Perszeusz békét ajánl, de a rómaiak elutasítják az ajánlatát.
- Lucretius praetor megostromolja és elfoglalja a makedónokkal szövetséges boiótiai Haliartosz városát; lerombolja, műkincseit Rómába küldi, lakóit pedig eladja rabszolgának. Ezután harc nélkül elfoglalja Thébait és a makedónpárti politikusokat eladatja rabszolgának.
- Megalapítják az első Itálián kívüli római coloniát; a dél-hispániai Carteiát azoknak, akim a Hispániában szolgáló római katonák és a helyi nők kapcsolatából születtek.

### Ázsia
- Meghal I. Phraatész pártus király. Utóda öccse, I. Mithridatész.
- Görög-Baktriában I. Eukratidész megdönti az Euthüdémida dinasztia (valószínűleg I. Antimakhosz) uralmát.

## Születések
- III. Attalosz Philometor Euergetész, pergamoni király

## Halálozások
- I. Phraatész, pártus király

## Fordítás
- Ez a szócikk részben vagy egészben  a(z)   171 av. J.-C. című francia Wikipédia-szócikk ezen változatának fordításán alapul.  Az eredeti cikk szerkesztőit annak laptörténete sorolja fel. Ez a jelzés csupán a megfogalmazás eredetét és a szerzői jogokat jelzi, nem szolgál a cikkben szereplő információk forrásmegjelöléseként.